# Comité Olímpico Nacional de Botsuana
El Comité Olímpico Nacional de Botsuana es el Comité Olímpico Nacional que representa a Botsuana en los Juegos Olímpicos. También es el organismo responsable de la representación de Botsuana en los Juegos de la Mancomunidad.
El Comité Olímpico Nacional de Botsuana (BNOC en sus siglas en inglés) ha facilitado la participación de Botsuana desde los Juegos Olímpicos de Verano en Moscú en 1980, sin haber dejado nunca de asistir a ninguna edición desde entonces. Botsuana registró su mejor desempeño en los Juegos Olímpicos de Verano en Londres en 2012, cuando Nijel Amos ganó la única medalla para su país hasta la fecha, una medalla de plata.
Si bien Botsuana no ganó ninguna medalla en los Juegos Olímpicos de la Juventud inaugurales en Singapur 2010, el país tuvo un desempeño excepcional en la 2ª edición en Nankín, China, donde ganaron dos (2) medallas de plata, cuya actuación fue la cuarta mejor para un país africano en los Juegos.
El BNOC estuvo detrás de la exitosa oferta de Botsuana para los 2.os Juegos Africanos de la Juventud que el país organizó del 22 al 31 de mayo de 2014. El BNOC apoyó a algunos de sus miembros, incluida la Directora Ejecutiva Tuelo Serufho, al Comité Organizador de los 2.os Juegos Africanos de la Juventud, que fueron conocidos como Gaborone 2014.